# Стадник Микола Степанович
Мико́ла Степа́нович Ста́дник (11 вересня 1967, Узин, Київська область, Українська РСР — 2 лютого 2015, Харків, Україна) — старший прапорщик Збройних сил України, учасник війни на сході України, старший технік (15-й окремий гірсько-піхотний батальйон).

## Життєпис
Проходив строкову службу в Угорщині, служив у місті Узин, потім у місті Біла Церква. Після виходу на військову пенсію працював у селі Мала Антонівка, останнім часом — в Узинській ЗОШ № 1 завідувачем господарства[джерело?].
3 вересня 2014 року мобілізований Білоцерківським військкоматом до військової частини в місто Ужгород Закарпатської області для подальшого проходження служби в зоні антитерористичної операції. Більшість часу перебував у місті Щастя та станиці Луганська[джерело?].
Зазнав важких поранень у бою з проросійськими терористами 29 січня 2015 у місті Дебальцеве, був доставлений до Харківського військового шпиталю. Помер під час операції.
По смерті залишились мати, дружина та син.
Похований у м. Узин, Київська область.

## Нагороди та вшанування
- Указом Президента України № 23/2017 від 3 лютого 2017 року «за особисту мужність, виявлену у захисті державного суверенітету та територіальної цілісності України, самовіддане виконання військового обов'язку» нагороджений орденом «Богдана Хмельницького» III ступеня (посмертно)[2]
- у жовтні 2015-го в місті Узин відкрито меморіальну дошку випускникам ЗОШ № 1 Миколі Стаднику, Віталію Чмелівському та Дмитру Гурі.